# 広島AIプロセス
広島AIプロセス（ひろしまエーアイプロセス、Hiroshima AI Process、略称: HAIP）とは、2023年の第49回先進国首脳会議（G7広島サミット）で立ち上げられた、人工知能（AI）を巡るルール形成を協議する国際枠組みの一つである。各国の閣僚級が協議を行ったのち、2023年12月6日にG7首脳が国際指針等を承認した。また、2024年5月2日には、広島AIプロセスに賛同する国・地域を募った「広島AIプロセス・フレンズグループ」が立ち上げられた。
類似の国際的なルール制定の動きは国際機関の経済協力開発機構 (OECD) や国際連合教育科学文化機関 (UNESCO)、欧州連合 (EU) のAI法などにも見られ、乱立している状態である。またG7の枠組みから外れている中国ではこうした国際的な動向とは異なり、AI国家戦略のもとでAI開発の促進と規制を目指して独自の法制度を整備している。

## 策定ルール・ガイドライン

### 広島プロセス国際行動規範の概要
広島AIプロセスの成果文書は複数存在するが、AIの中でも生成AIを対象とした開発者向けの手引書の位置づけとなるのが、「広島プロセス国際行動規範」(HAIP Code of Conduct) である (総務省による日本語訳)。以下のとおり、前文および11か条で構成されている。
- 前文 - 行動規範の目的、行動規範の遵守主体、OECDの「AI原則」など既存文書との関係など。
- 第1条 - 開発から上市後の利用段階まで全ライフサイクルをカバーするリスク管理。
- 第2条 - インシデント (問題事象) の分析と改善。
- 第3条 - リスク分析や技術設計などの文書化・公表による透明性の担保。
- 第4条 - 官民連携体制。
- 第5条 - 個人情報保護などデータガバナンス体制。
- 第6条 - サイバーセキュリティ対策。
- 第7条 - AIによる生成コンテンツであるとユーザーや閲覧者が識別できる仕組み (電子透かしなど)。
- 第8条 - リスク軽減の研究と投資。
- 第9条 - 気候変動や保健衛生、教育などグローバル課題を優先したAI開発。
- 第10条 - 国際的な技術規格。
- 第11条 - AI学習データの著作権法や個人情報保護法の遵守など。

#欧州連合で後述のとおり、EUでは既に罰則規定も盛り込んだAI法が発効している。EUのAI法の起草段階で、広島プロセス国際行動規範の一部を参照したと言われている。EU立法者側はAI法の厳しい水準をEU域外のG7諸国にも啓蒙・普及させる必要性から、広島プロセス国際行動規範の策定を歓迎している。

## 沿革

### 2023年

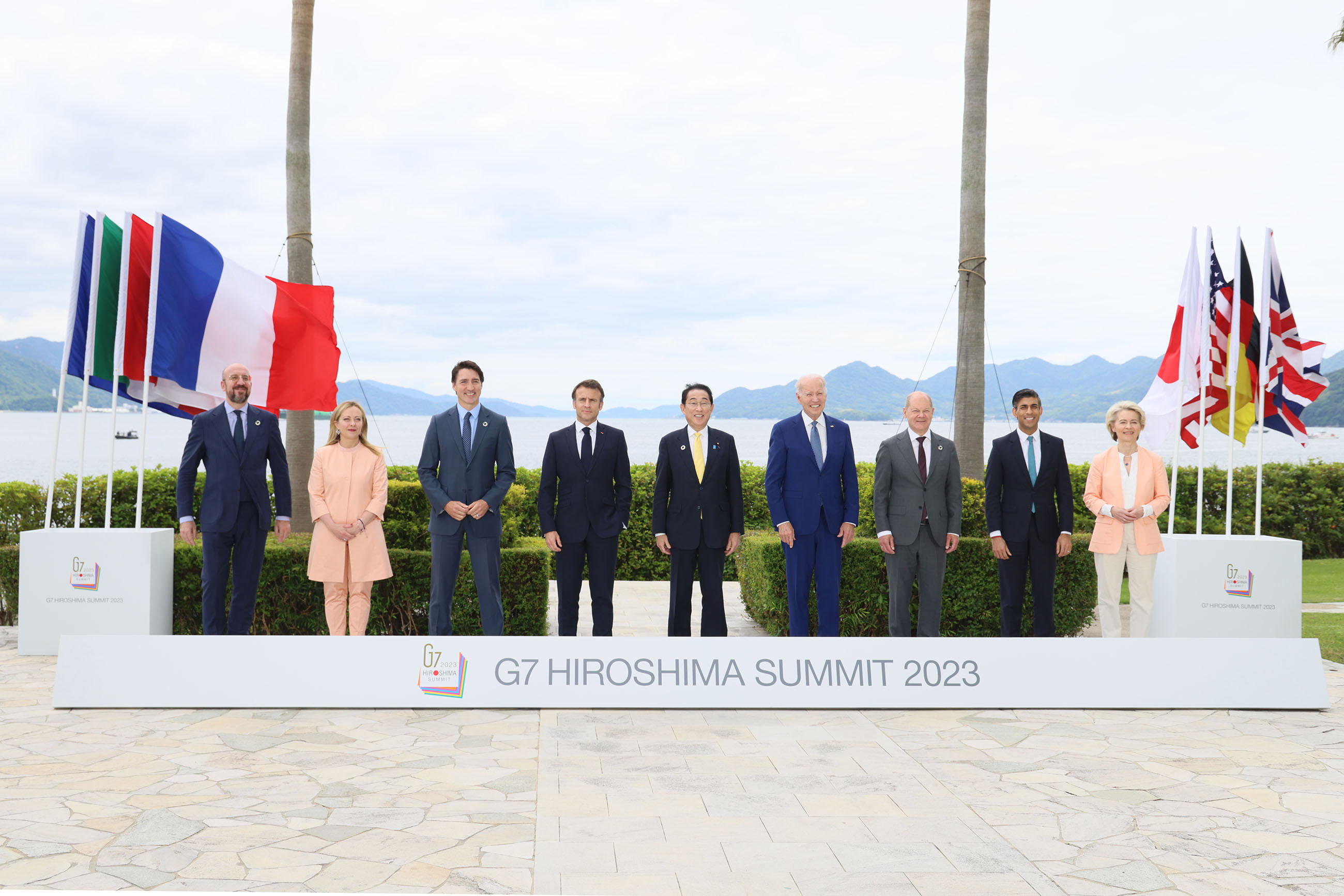
第49回先進国首脳会議の様子

2023年5月15日、日本の岸田文雄首相は、来るG7首脳会議で「広島AIプロセス」を始動させると語った。これは、先行するG7デジタル・技術相会合で採択された共同声明が、AIの適切な利用に向けた国際的な技術基準の策定を謳ったことを踏まえたものとされる。首脳会議での協議ののち、2023年5月20日には首脳宣言がまとめられ、広島AIプロセスは以下のように言及された。
これをうけて、2023年5月26日に日本の松本剛明総務大臣は、広島AIプロセスの立ち上げを表明し「ガバナンスのあり方、知的財産保護、透明性促進、偽情報への対策、生成AI技術の責任ある活用などの諸課題に関するG7間の議論を日本が主導したい」とコメントした。また、広島AIプロセスの設置をふまえて、日本政府は2023年5月、国内のAI政策の司令塔として「AI戦略会議」を設置した。

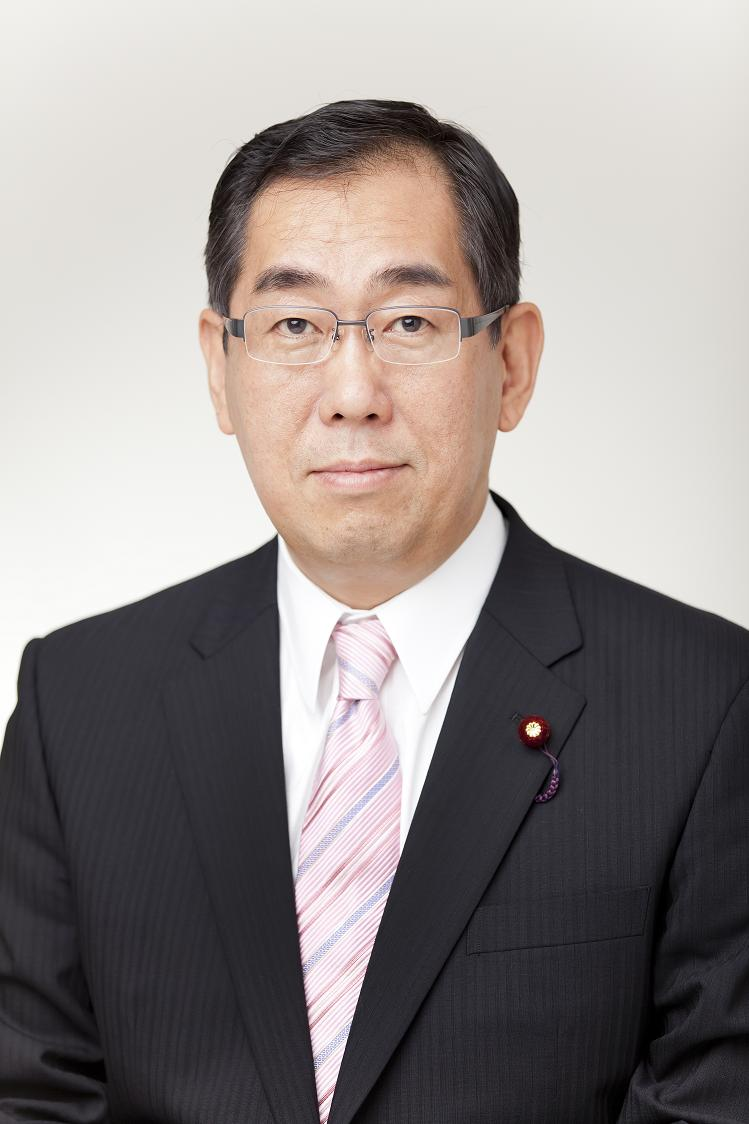
松本剛明総務大臣

2023年5月31日には、G7が広島AIプロセス作業部会の初会合を実施。生成AIを活用する利点やリスクを洗い出したのち、年内にG7の見解を示すことで一致した。なお、議長は日本の総務省が務めた。また、2023年7月5日には2回目の会合が実施され、偽情報や著作権侵害などの懸念点や規制のあり方に対する考え方が共有された。さらに、翌6日には、松本総務大臣と欧州連合欧州委員会ベステアー上級副委員長がオンラインで会談し、広島AIプロセスなどの生成AIを巡る国際的な議論に日本と欧州で連携して対応することを確認している。
また、アメリカ合衆国政府も2023年7月21日、オープンAIやグーグルなど生成AIの開発を手掛ける同国主要7社と、AIの安全性を確保するルールの導入で合意し「同盟国や友好国と国際的な枠組みについて協議する」と明らかにした。これに際し、アメリカ合衆国は広島AIプロセスにも自国の取り組みを反映していく方針だと報じられた。
2023年8月4日には、日本で先述の「AI戦略会議」が開催される。会議では、AIを動かすために採用した仕組みや技術の開示など企業の行動指針案が提示されたが、これは2023年内にまとめる予定のG7成果文書のたたき台としても作成された。また、同日には、G7内の調整を加速させるための「AI国際戦略推進チーム」が立ち上げられた。
一方、イギリスは2023年秋に開催する「人工知能安全サミット」に中国の招待を検討し、日米欧にとどまらない幅広い参加国で安全対策を話し合う姿勢を示した。これをうけて2023年8月23日付の『日本経済新聞』は「日本政府は賛同しない意向を英政府に伝えてきた」「日本はG7の共通見解ができる前に中国などと協議するのは時期尚早という立場だが、早い段階から中国などを巻き込むほうが実効性は高まるとの見方もある」と報じた。

ともあれ、2023年9月7日には、G7が広島AIプロセスの閣僚会議を開き、生成AIの開発企業に透明性の確保を求める指針案に合意した。また、同月には岸田首相が国連総会での一般討論演説において、以下のとおり広島AIプロセスに言及した。
その後、2023年10月30日にG7は、生成AIのリスクへの対策事例を示した「行動規範」および開発者向けの国際的な指針で合意。首脳声明で、翌年以降の進捗確認などの作業計画をG7として策定する方針を確認した。
さらに2023年12月1日、G7はオンラインでG7デジタル・技術相会合を開き、「広島AIプロセス G7デジタル・技術閣僚声明」を採択した。声明では、生成AIで初となる国際指針のほか、広島AIプロセスを推進するための作業計画が取りまとめられた。また、2023年10月30日に公表した「AI開発者向けの国際指針」の11項目に1項目を追加した。G7が同意した事項は、具体的には下記のとおりである。
- 利用者を含むすべてのAI関係者に向けた「国際指針」[25]
- 高度なAIの開発企業に向けた「行動規範」（2023年10月公表済み）[25]
- 偽情報対策などに向けた具体策を国際・専門機関で推進すること[25]
- 広島AIプロセスをさらに前進させること[25]

これは「AIの開発者から利用者までを含む世界初の包括ルール」「最大の特徴は、偽情報の拡散などを防ぐため、対象を開発者やサービス提供者に限らず利用者にまで広げる点」などと報じられた。また、この会合は、5月に立ち上げた広島AIプロセスの最終段階として位置づけられた。
そして2023年12月6日、G7首脳は日本が議長国を務めた2023年の取り組みを総括するオンライン会議を開い、上述の国際指針を承認した。共同声明では「信頼できるAIという共通目標を達成するため、包摂的なAIガバナンス（に関する国際的議論を推進する公約を新たにする」と明記し、ルールについては「AI関係者に支持を求める」と記した。

### 2024年
2024年1月30日に行われた、岸田首相の施政方針演説では広島AIプロセスが以下のとおり言及された。
また、2024年3月に開催されたG7産業・技術・デジタル相会合では、広島AIプロセスの履行の強化が議論され、結果として広島AIプロセスの具体的協議を継続すること、そして広島AIプロセスで定められた行動規範が履行されているかモニタリングする仕組みを今後検討することが決まった。
2024年4月には、上述の日本のAI戦略会議の成果として、AIの関連企業が守るべき10の項目を示した「AI事業者ガイドライン」が作成された。さらに2024年5月2日、岸田首相は、広島AIプロセスに賛同する国・地域を募った「広島AIプロセス・フレンズグループ」を立ち上げると発表した。これに参加したのは、経済協力開発機構 (OECD) 加盟国など49カ国・地域で、日本政府が内々で目標にしていた40カ国・地域を上回った。この要因について菅野気宇は「主要7カ国（G7）が築いた枠組みに仲間入りできる『プレミアム感』による引力も働いた」と指摘している。なお、2024年8月2日時点で本グループには53の国と地域が参加している。

また、岸田首相は2024年5月2日のOECD人工知能関連会合にて、広島AIプロセス策定に至るまでの経緯について以下のように演説している。
2024年5月3日にOECD閣僚理事会は、AIに関する国際指針「AI原則」の改定案を採択したが、これは広島AIプロセスの成果を反映したものであった。また、同日の閣僚声明でも、広島AIプロセスを支持することが表明された
さらに、2024年6月に開催された第50回先進国首脳会議の首脳声明でも、広島AIプロセスを前進させることの重要性を認識することが記された。

## 評価

### 政治家からの評価

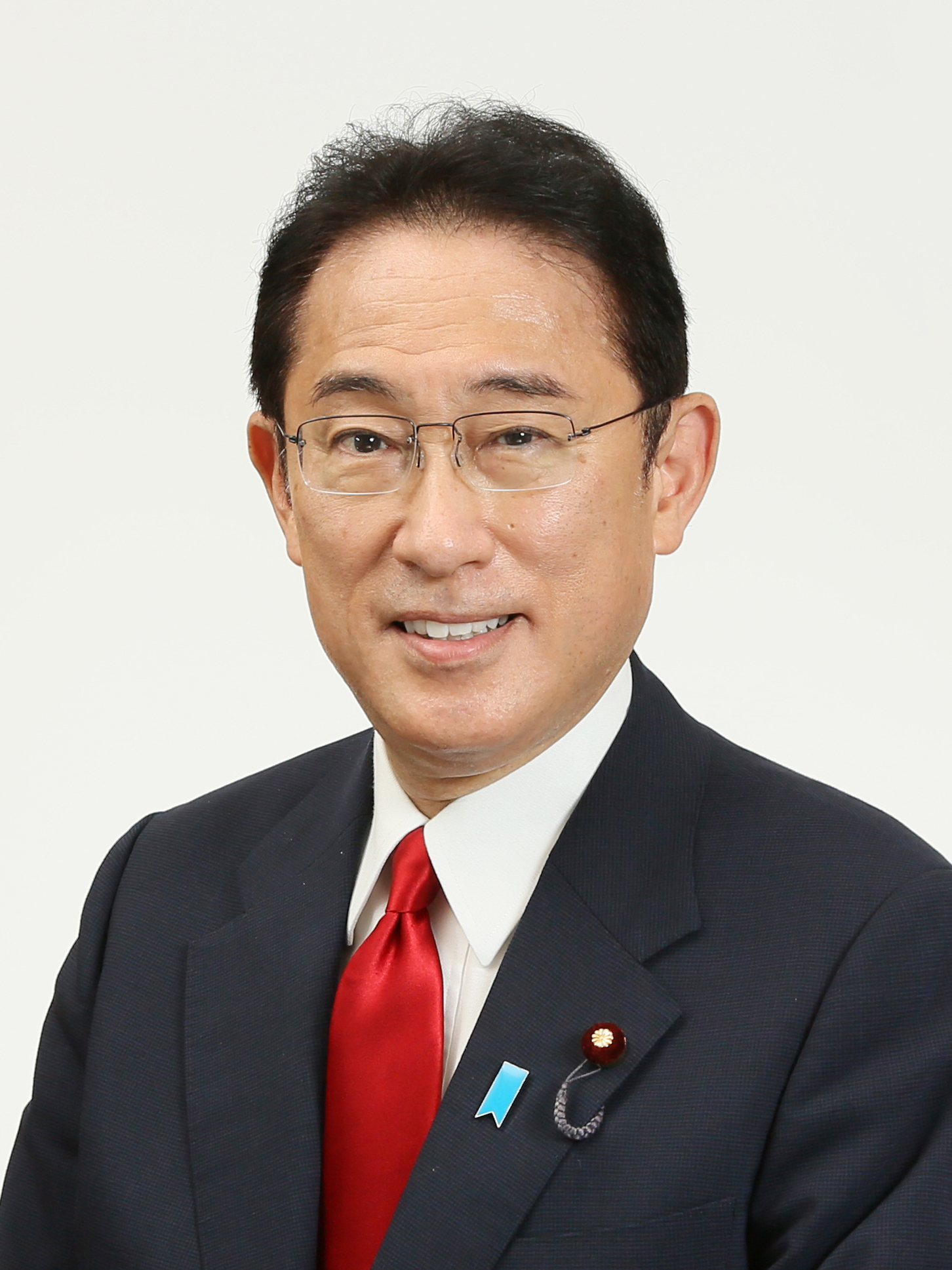
岸田文雄首相

2024年8月2日、日本の岸田文雄首相は「日本がどのような制度をつくりあげるか世界が注目している」と発言した。また、松本剛明総務大臣も同日に、生成AIのルール作りを主導することは「日本への投資の誘引にもつながっている」と述べた。
他にも、2024年5月に、広島AIプロセスがG7以外にも広がったことについて、シンガポールの閣僚は「歓迎する」とコメントした。

### 官僚からの評価
広島AIプロセス作業部会で議長を務めた、総務省国際戦略局特別交渉官の飯田陽一は「中立的で平和を重んじる日本という立ち位置は大きい」と語り、ある国からは「米国でもEUでもない、日本が議長国の間にまとめてくれ」と言われた経験を明かしている。また、飯田は「議論が行き詰まった際、『G7が民主主義国としての結束を世界に示さなくていいのか』と言うと議論はまとまっていった」とも語っている。他にも、ある政府関係者は、広島AIプロセスに賛同する国が増加したことをふまえ「中国だけを排除すれば良いわけではなく、いかに巻き込んでいくか」も重要だと述べ、広島AIプロセスが「国際ルール」となるべく普及をめざすと語っている。

### 研究者からの評価
AI戦略会議で座長を務める松尾豊は、2023年6月のインタビューに際し、AIの規制や産業振興の議論は米欧に一日の長があり「日本が議論をリードすることは簡単ではない」と語りつつ、日本政府には「米国と欧州でそれぞれ思惑は異なるが、バランスを取るためのリーダーシップを発揮してほしい」と述べている。また、大阪大学社会技術共創研究センター特任研究員の工藤郁子は、2024年1月1日の記事にて「23年10月に米国でもAIに関する大統領令が出て、議会にも多くの法案が提出されている。米国もEUの動きをにらみながらデジタル立憲主義が強くなっている。また同年5月の主要7カ国首脳会議（G7広島サミット）で立ち上げた国際的なAIルールづくりのための『広島AIプロセス』により、一枚岩とは言えないものの先進国、民主主義国としての相場観はおおよそまとまった」と指摘している。

### 経営者からの評価

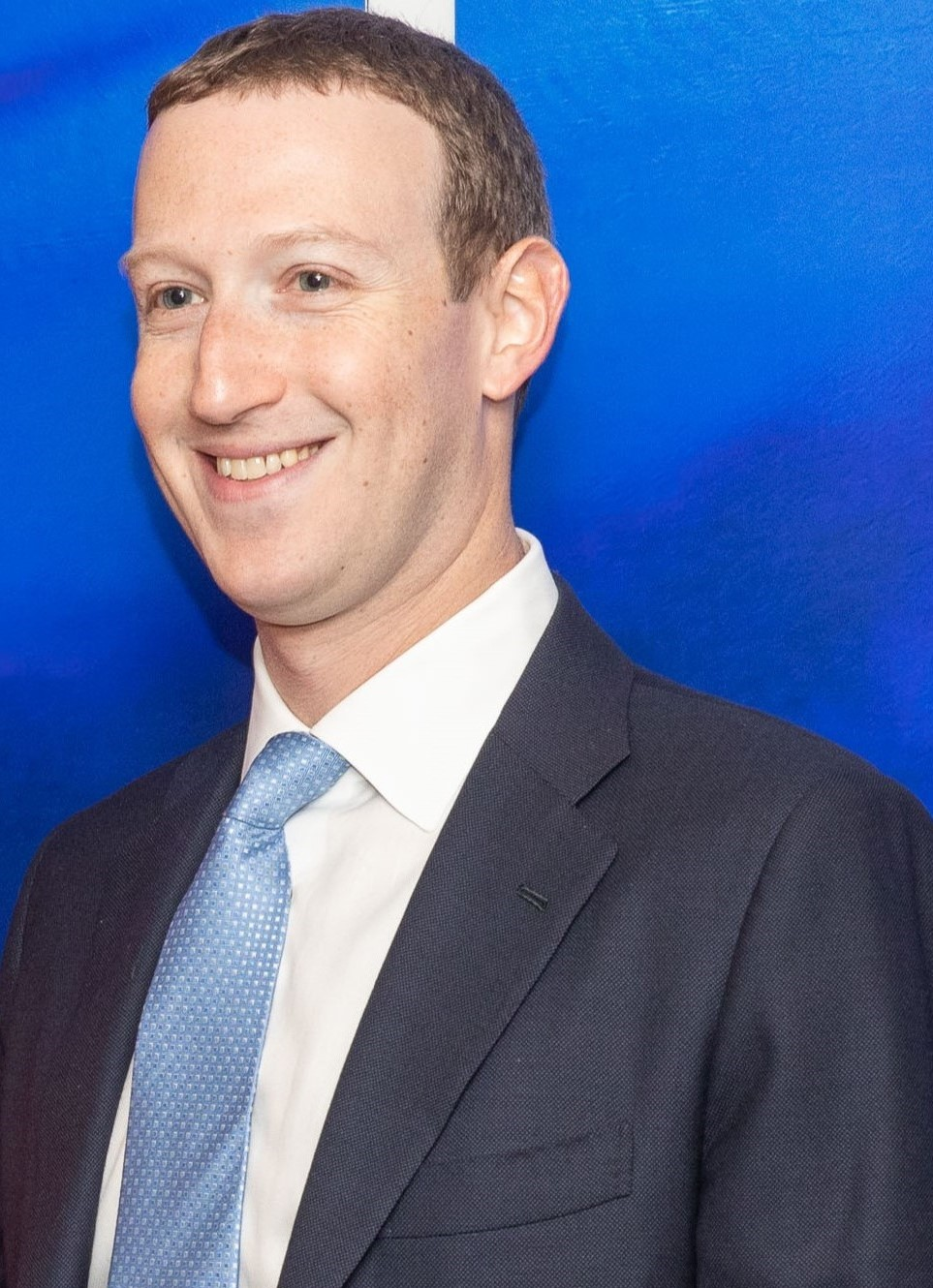
マーク・ザッカーバーグ

2023年10月8日、日本の鈴木淳司総務大臣と面会したグーグル幹部のケント・ウォーカーは、広島AIプロセスについて「世界で重要な役割を担っている」と評した。また、同月にはセールスフォース渉外担当上級副社長のエリック・ローブが、AIのルールづくりについては「米国立標準技術研究所がまとめたAIリスクのフレームワークが1つのモデルとなる」ほか、広島AIプロセスも大きな役割を果たすと述べた。
なお、マーク・ザッカーバーグは2023年9月13日、アメリカの巨大テクノロジー企業のトップが集った会合にて「米国がこの分野を引き続きリードし、世界が使用する技術標準を定義することが重要だ」と述べたが、2024年2月27日に岸田首相と面会した際には「岸田首相の広島AIプロセスは極めて重要で正しい。特定の勢力が独占したりルールを決めたりするのではなく、日本のような国が提唱する行動指針は大事だ」と述べている。他にもマイクロソフトのブラッド・スミス社長が、2024年4月に「日本政府は世界の舞台でリーダーシップを発揮している。米国や英国、カナダ、EUを結びつける上で非常な影響力を持っている」と語った。

### ジャーナリストからの評価
渡辺淳基は2023年6月16日付の記事で「膨大なデータを持つ巨大IT企業は、すでに国家よりも大きな影響力を持ちつつある。国民の自律的な意思決定が脅かされれば、民主主義の『同志国』の集まりであるG7の存在意義にも関わる問題だ。日本がG7を主導して、生成AIのルール作りをめざす『広島AIプロセス』では、そうした手腕が問われることになる」と評した。また、八十島綾平らは、2023年10月9日付の記事で「実効性のある「AIの統治」を巡り、政府と企業がどう役割分担をするのかははっきりしない。日本が主要7カ国（G7）の議長国として主導する広島AIプロセスの議論でも、水面下で国同士の考え方の違いが出ている」と指摘している。さらに、『読売新聞オンライン』は、広島AIプロセスの背景について以下のように報じた。
他にも、イタリア北部コモで2024年10月15日に開かれたG7デジタル・技術相会合で、生成AI開発を監視する枠組みの合意が持ち越されたことを受けて、酒井恒平は「日本が主導して立ち上げた『広島AIプロセス』は正念場を迎えている」と指摘している。

## 類似の取り組み

### 国際機関
AIに関する倫理・社会的な課題解決の必要性は2015年頃にはすでに認識されており、国際機関の経済協力開発機構 (OECD) では「AI原則」が2019年5月に公開されている。これを受け、翌月の2019年6月にはG20首脳会合の場で「G20 AI原則」が合意に至っている。
またOECDとG7は2020年、「AIに関するグローバルパートナーシップ」(英: Global Partnership on AI、略称: GPAI) の新設を共同声明で発表した。人間中心の思想に基づく「責任あるAI」の開発と利用を目指しており、各国にはAI専門家支援センターが開設されて、AI関連の調査・分析を行っている。
国際連合教育科学文化機関 (UNESCO) でも教育・研究の分野におけるAIの開発・利用のルール設定を推進しており、2021年にはAIの倫理に関する勧告「UNESCO Recommendation on the Ethics of Artificial Intelligence」を採択したほか、2023年9月には、教育・研究に特化した生成AIとしては世界初の「教育・研究分野における生成AI のガイダンス」(英: Guidance for generative AI in education and research) を公表している。大人向けに設計されているAIが多い状況を鑑み、13歳未満には教育現場で生成AIの使用を制限するよう提案している。

### 欧州連合
欧州連合 (EU) では2024年8月にAI法 (別称: AI規則) が発効しており、世界初の包括的なAI規制法と言われ、多額の罰金を含む罰則規定も盛り込んだ法的拘束力のある内容となっている。AI法はEU域外で開発されたAIであってもEU域内に輸入ないし利用した場合は、日本や米国といったEU域外の法人や個人でも罰則の適用対象となる (いわゆる域外適用)。AI法ではリスク管理の観点から禁止事項を具体的に列記するほか、AIシステムの提供者や導入者などに厳格な義務を課す、いわばトップダウン的な規制である。これと並行して、AIシステムの開発者や学会など専門家が参画してボトムアップ的に策定される「実践規範」 (英: Code of Practice) と「行動規範」 (英: Code of Conduct) の法的根拠となっている。EUの行政執行機関である欧州委員会の中にAIオフィスを新設し、AIオフィスがこうした民間による各種規範の策定の調整役を担っている。
2024年11月、汎用AIモデル (生成AIなど) に適用される「実践規範」の草案初版が一般公開された。その内容は30ページ以上にわたり、草案策定には生成AIモデル開発者や学会関係者など1,000名近くが参加している。

### 中国
上述のとおり、欧州連合では包括的なAI規制法を成立させたのに対し、中国ではAIのアルゴリズムに関する規制だけでも「インターネット情報サービスアルゴリズム・レコメンデーション管理規定」、「インターネット情報サービス深度合成アルゴリズム管理規定」、生成AIに特化した「生成人工知能サービス管理暫行弁法」と少なくとも3つの規制法が並存する。AIサービス提供者は政府当局に事前の届け出が求められ、違反時の罰則規定も設けられている。